# SKN Sint-Niklaas
Sportkring Nieuwkerken Sint-Niklaas (SKN Sint-Niklaas, anteriormente SK Sint-Niklaas, FCN Sint-Niklaas o FC Nieuwkerken) es un club de fútbol belga de Nieuwkerken-Waas, un municipio de Sint-Niklaas en la provincia de Flandes Oriental. El club fue fundado en 1993, está afiliado a la Real Asociación Belga con la matrícula nº 9264 y tiene los colores amarillo-azul. El club subió a la serie nacional de fútbol en ocho años. Actualmente juega en la Cuarta Provincial de Flandes Oriental.

## Historia
Fue fundado en 1993 como Football Club Nieuwkerken en Nieuwkerken-Waas y afiliado a la Asociación Belga de Fútbol. Comenzó en Cuarta Provincial, la liga de fútbol más baja de la pirámide del fútbol belga en la provincia de Flandes Oriental. Tuvo éxito desde el principio, porque ganó el título de campeón 3 años seguidos. En 1994 esto sucedió en la Cuarta Provincial, al año siguiente en 1995, en la Tercera Provincial y por tercera vez en 1996 en la Segunda Provincial.
Luego el equipo pasó cinco años en Primera Provincial, donde llegó a la ronda final varias veces. En 2001, la puerta a la serie nacional del fútbol belga se abrió con el cuarto título de campeón en la joven historia. La temporada 2001/02 permitió al club debutar en Cuarta División. El equipo tuvo bajas en la primera vuelta, pero en la segunda vuelta pudo remontar el vuelo. Se ganó el título de la tercera fase y en la jornada final el ascenso ya era seguro tras dos victorias por la gran cantidad de plazas disponibles en Tercera División. Esto supuso que el FC Nieuwkerken ascendiera de Cuarto Provincial a Tercera División en nueve años. En 2003 se cambió el nombre del equipo a Football Club Nieuwkerken Sint-Niklaas (FCN Sint-Niklaas). El club pudo mantenerse sin problemas en Tercera División, jugó una última ronda allí en 2004, pero no pudo conseguir un nuevo ascenso.
Después de la temporada 2009/10, otro club de Sint-Niklaas, Red Star Waasland, anunció una fusión no oficial con KSK Beveren y un traslado al Freethiel en Beveren en una conferencia de prensa. Así nació el KV Red Star Waasland-Sportkring Beveren. Esa misma tarde FCN Sint-Niklaas anunció a la prensa en el ayuntamiento de Sint-Niklaas un cambio de nombre a Sportkring Sint-Niklaas (SK Sint-Niklaas), que hacía referencia al antiguo Sint-Niklase SK, que había desaparecido en 2000. Sportkring Sint-Niklaas también se hizo cargo de los colores amarillo-azul de ese antiguo club y, en adelante, se convertiría nuevamente en el primer club de la ciudad. En 2011, Sint-Niklaas llegó a la ronda final, logró ganarla y así avanzó a Segunda División. Tras 2 años en Segunda División, descendió como último en la clasificación a Tercera División en 2013, e incluso a Cuarta División una temporada después. En 2015, se consiguió el ascenso nuevamente a través de la ronda final.
En 2018, el nombre del club cambió a SK Nieuwkerken Sint-Niklaas y también se puso en uso un nuevo escudo.

## Temporada a temporada
| Temporada                                   | División | División | División | División | División | División | División | División | División | Denominación                                          | Puntos                                                | Observaciones |
|                                             | I        | I        | II       | III      | IV       | P.I      | P.II     | P.III    | P.IV     |                                                       |                                                       | |
| ------------------------------------------- | -------- | -------- | -------- | -------- | -------- | -------- | -------- | -------- | -------- | ----------------------------------------------------- | ----------------------------------------------------- | --- |
| como Football Club Nieuwkerken              |          |          |          |          |          |          |          |          |          |                                                       |                                                       | |
| 1993/94                                     |          |          |          |          |          |          |          |          | 1        | Cuarta prov. O-Vl                                     | 64                                                    | |
| 1994/95                                     |          |          |          |          |          |          |          | 1        |          | Tercera prov. O-Vl                                    | 62                                                    | |
| 1995/96                                     |          |          |          |          |          |          | 1        |          |          | Segunda prov. O-Vl                                    | 59                                                    | |
| 1996/97                                     |          |          |          |          |          | 5        |          |          |          | Primera prov. Flandes Ori.                            | 46                                                    | participación en la ronda final después del partido de desempate contra SK Semmerzake                                     |
| 1997/98                                     |          |          |          |          |          | 2        |          |          |          | Primera prov. Flandes Ori.                            | 59                                                    | participación en las finales                                                                                              |
| 1998/99                                     |          |          |          |          |          | 10       |          |          |          | Primera prov. Flandes Ori.                            | 44                                                    | |
| 1999/00                                     |          |          |          |          |          | 3        |          |          |          | Primera prov. Flandes Ori.                            | 56                                                    | participación en las finales                                                                                              |
| 2000/01                                     |          |          |          |          |          | 1        |          |          |          | Primera prov. Flandes Ori.                            | 57                                                    | |
| 2001/02                                     |          |          |          |          | 9        |          |          |          |          | Cuarta B                                              | 41                                                    | ascenso a través de la ronda final como escalador adicional con una victoria contra Standaard Wetteren y Racing Jet Wavre |
| 2002/03                                     |          |          |          | 11       |          |          |          |          |          | Tercera A                                             | 33                                                    | |
| como Football Club Nieuwkerken Sint-Niklaas |          |          |          |          |          |          |          |          |          |                                                       |                                                       | |
| 2003/04                                     |          |          |          | 4        |          |          |          |          |          | Tercera A                                             | 55                                                    | eliminado en la ronda final por KV Kortrijk                                                                               |
| 2004/05                                     |          |          |          | 5        |          |          |          |          |          | Tercera A                                             | 54                                                    | |
| 2005/06                                     |          |          |          | 6        |          |          |          |          |          | Tercera A                                             | 48                                                    | |
| 2006/07                                     |          |          |          | 8        |          |          |          |          |          | Tercera A                                             | 44                                                    | |
| 2007/08                                     |          |          |          | 9        |          |          |          |          |          | Tercera A                                             | 40                                                    | |
| 2008/09                                     |          |          |          | 9        |          |          |          |          |          | Tercera A                                             | 43                                                    | |
| 2009/10                                     |          |          |          | 9        |          |          |          |          |          | Tercera A                                             | 49                                                    | |
| como Sportkring Sint-Niklaas                |          |          |          |          |          |          |          |          |          |                                                       |                                                       | |
| 2010/11                                     |          |          |          | 7        |          |          |          |          |          | Tercera A                                             | 54                                                    | ascenso a través de la ronda final con una victoria contra Hoogstraten VV, KV Turnhout y KV Woluwe-Zaventem               |
| 2011/12                                     |          |          | 15       |          |          |          |          |          |          | Segunda Div.                                          | 34                                                    | |
| 2012/13                                     |          |          | 18       |          |          |          |          |          |          | Segunda Div.                                          | 30                                                    | |
| 2013/14                                     |          |          |          | 17       |          |          |          |          |          | Tercera A                                             | 33                                                    | |
| 2014/15                                     |          |          |          |          | 2        |          |          |          |          | Cuarta A                                              | 63                                                    | ascenso a través de la ronda final con una victoria contra OMS Ingelmunster, Olympia SC Wijgmaal y RES Acrenoise          |
| 2015/16                                     |          |          |          | 13       |          |          |          |          |          | Tercera A                                             | 42                                                    | |
|                                             | 1A       | 1B       | 1Am      | 2Am      | 3Am      | P.I      | P.II     | P.III    | P.IV     | desde 2016-17 hay 3 niveles nacionales y 2 regionales | desde 2016-17 hay 3 niveles nacionales y 2 regionales | desde 2016-17 hay 3 niveles nacionales y 2 regionales                                                                     |
| 2016/17                                     |          |          |          | 11       |          |          |          |          |          | Segunda Div. Afic.                                    | 35                                                    | |
| 2017/18                                     |          |          |          | 6        |          |          |          |          |          | Segunda Div. Afic.                                    | 50                                                    | |
| como SK Nieuwkerken Sint-Niklaas            |          |          |          |          |          |          |          |          |          |                                                       |                                                       | |
| 2018/19                                     |          |          |          | 9        |          |          |          |          |          | Segunda Div. Afic.                                    | 40                                                    | |
| 2019/20                                     |          |          |          | 15       |          |          |          |          |          | Segunda Div. Afic.                                    | 16                                                    | competición suspendida por Covid-19                                                                                       |
| 2020/21                                     |          |          |          |          |          |          |          |          |          | División 3                                            |                                                       | competición suspendida tras 4 jornadas por Covid-19                                                                       |
| 2021/22                                     |          |          |          |          | 15       |          |          |          |          | División 3                                            | 25                                                    | descenso |
| 2022/23                                     |          |          |          |          |          | 16       |          |          |          | Primera prov. Flandes Ori.                            | 0                                                     | descenso |
| 2023/24                                     |          |          |          |          |          |          | 15       |          |          | Segunda prov. Flandes Ori.                            | 19                                                    | descenso |
| 2024/25                                     |          |          |          |          |          |          |          | 15       |          | Tercera prov. Flandes Ori.                            | 15                                                    | descenso |